# Rakovníki járás

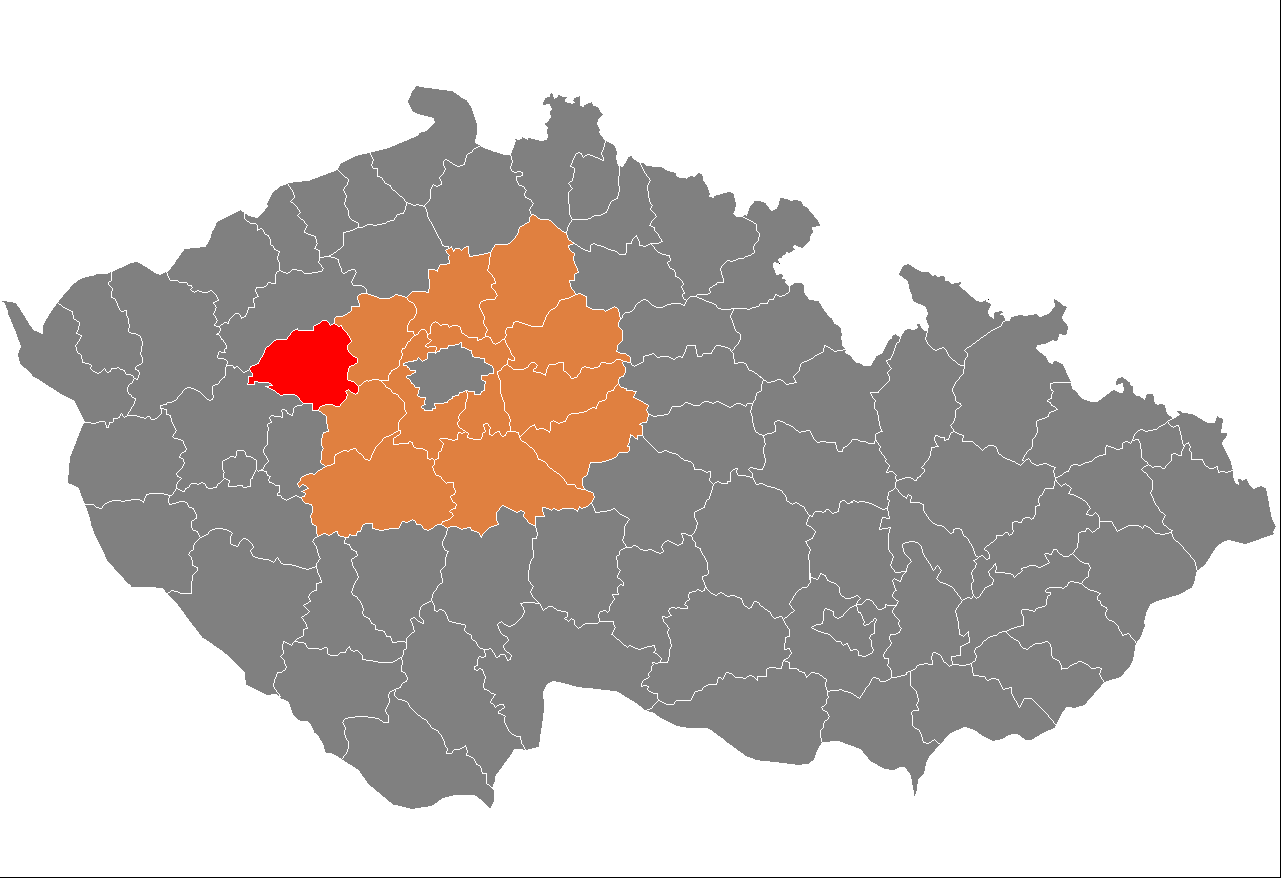
A Rakovníki járás

A Rakovníki járás (csehül: Okres Rakovník) közigazgatási egység Csehország Közép-csehországi kerületében. Székhelye Rakovník. Lakosainak száma 52 703 fő (2007). Területe 896,3 km².

## Városai, mezővárosai és községei
A városok félkövér, a mezővárosok dőlt, a községek álló betűkkel szerepelnek a felsorolásban.

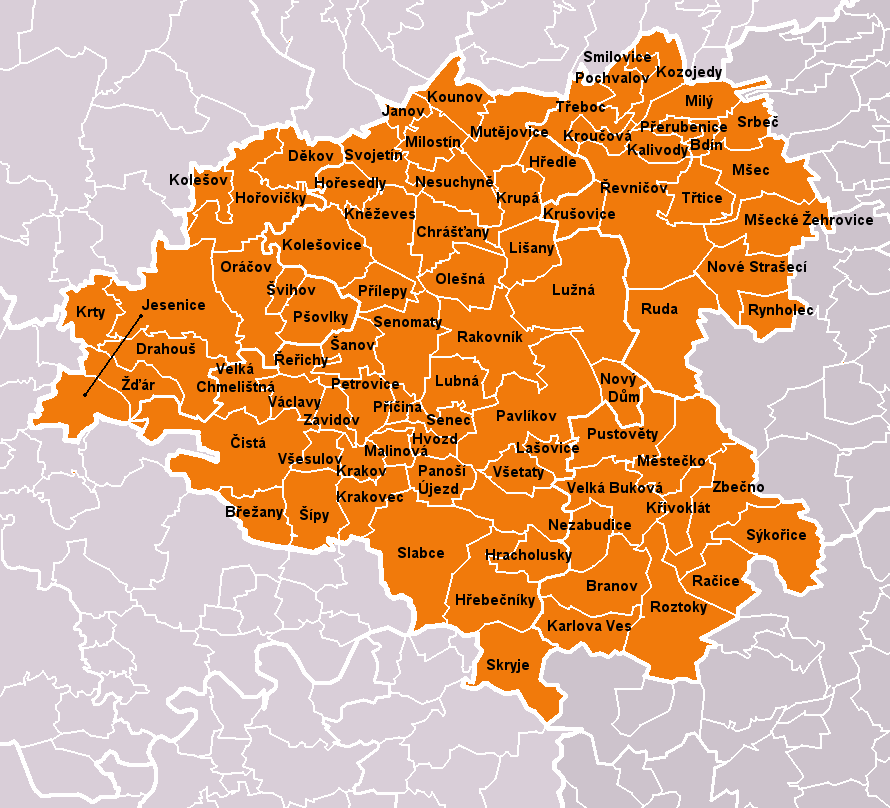
A Rakovníki járás városai és községei

Bdín •
Branov •
Břežany •
Chrášťany •
Čistá •
Děkov •
Drahouš •
Hořesedly •
Hořovičky •
Hracholusky •
Hřebečníky •
Hředle •
Hvozd •
Janov •
Jesenice •
Kalivody •
Karlova Ves •
Kněževes •
Kolešov •
Kolešovice •
Kounov •
Kozojedy •
Krakov •
Krakovec •
Křivoklát •
Kroučová •
Krty •
Krupá •
Krušovice •
Lašovice •
Lišany •
Lubná •
Lužná •
Malinová •
Městečko •
Milostín •
Milý •
Mšec •
Mšecké Žehrovice •
Mutějovice •
Nesuchyně •
Nezabudice •
Nové Strašecí •
Nový Dům •
Olešná •
Oráčov •
Panoší Újezd •
Pavlíkov •
Petrovice •
Pochvalov •
Přerubenice •
Příčina •
Přílepy •
Pšovlky •
Pustověty •
Račice •
Rakovník •
Řeřichy •
Řevničov •
Roztoky •
Ruda •
Rynholec •
Šanov •
Senec •
Senomaty •
Šípy •
Skryje •
Slabce •
Smilovice •
Srbeč •
Švihov •
Svojetín •
Sýkořice •
Třeboc •
Třtice •
Václavy •
Velká Buková •
Velká Chmelištná •
Všesulov •
Všetaty •
Zavidov •
Zbečno •
Žďár

## Fordítás
- Ez a szócikk részben vagy egészben  a   Rakovník District című angol Wikipédia-szócikk ezen változatának fordításán alapul.  Az eredeti cikk szerkesztőit annak laptörténete sorolja fel. Ez a jelzés csupán a megfogalmazás eredetét és a szerzői jogokat jelzi, nem szolgál a cikkben szereplő információk forrásmegjelöléseként.
- Ez a szócikk részben vagy egészben  az   Okres Rakovník című cseh Wikipédia-szócikk ezen változatának fordításán alapul.  Az eredeti cikk szerkesztőit annak laptörténete sorolja fel. Ez a jelzés csupán a megfogalmazás eredetét és a szerzői jogokat jelzi, nem szolgál a cikkben szereplő információk forrásmegjelöléseként.